# HD 9712
HD 9712，又名BD+40 328，SAO 37344、HR 452，是一颗恒星，视星等为6.38，位于銀經131.88，銀緯-21.02，其B1900.0坐标为赤經1h 29m 58.4s，赤緯+40° -21.02′ 53″。